# Libyphéniciens
Les Libyphéniciens,, Λιβοφοίνικες dans les sources grecques et Libyphoenices dans les sources latines, étaient une population d'Afrique du Nord sous domination de Carthage, dans l'actuelle Tunisie.
Même si les recherches admettent le côté obscur de la dénomination, il est admis que le terme pourrait recouper des populations mixtes d'Africains et de Carthaginois.